# 후지와라노 미치마사
후지와라노 미치마사(일본어: 藤原道雅, 992년 ~ 1054년)는 일본 헤이안 시대의 귀족, 시인이다.
황후 데이시의 조카이며 관직이 종3위(從三位)까지 이르렀다. 시인으로서의 수완도 보였다.

## 와카
```
지금은 다만 포기하겠다는 그 한 마디를 다른 사람을 통해서가 아니라 직접 전할 수 있다면.
いまはただ 思ひ絶えなむ とばかりを 人づてならで 言ふよしもがな
```